# Veľké Leváre
Veľké Leváre (bis 1927 slowakisch Velké Leváry; deutsch Großschützen, ungarisch Nagylévárd, lateinisch Magno-Levardinum) ist eine Gemeinde in der Westslowakei.

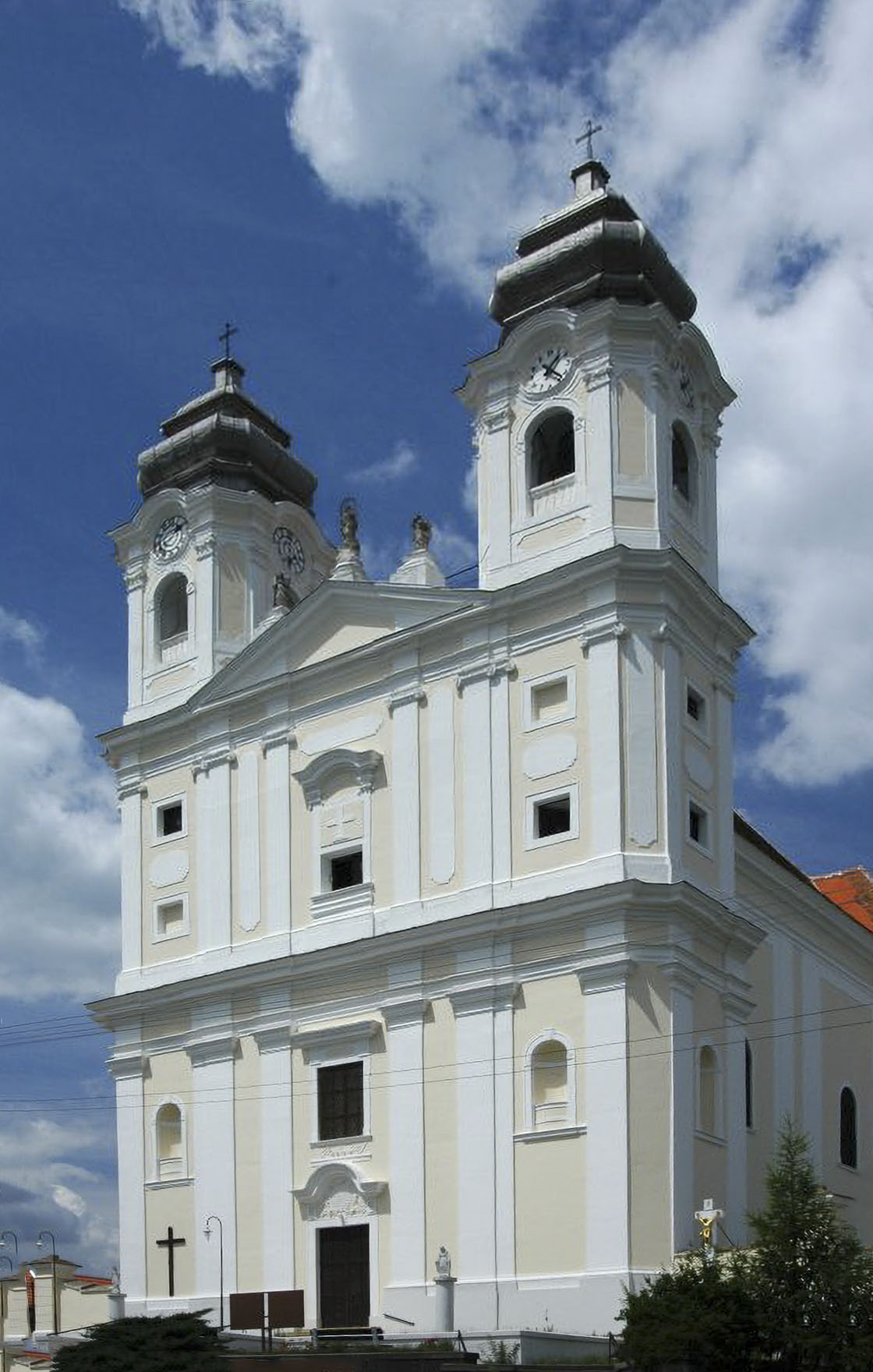
Katholische Kirche aus dem 18. Jahrhundert

## Lage
Sie liegt in der Region Záhorie in der Niederung Záhorská nížina am Ufer des Flusses Rudava, etwa 7 km nördlich der westslowakischen Stadt Malacky. Unweit von der Gemeinde befinden sich die österreichische Grenze im Westen und der Truppenübungsplatz Záhorie im Osten. Verkehrstechnisch ist sie durch die Hauptstraße I/2 und einen Bahnhof an der Bahnstrecke Bratislava–Kúty–Břeclav angebunden.

## Geschichte
Der Ort wurde 1377 erstmals erwähnt (1380 als Lever genannt). Er wurde als Grenzposten errichtet. Im 16. Jahrhundert kam es zum Zuzug von Kroaten und vor allem von Hutterern (auch Habaner). Letztere gaben der Ortschaft den deutschen Namen und lebten in sogenannten Bruderhöfen (auch Haushaben oder Habanerhöfe) mit 35 Lehmhäusern, einer wassergetriebenen Mühle sowie einer Schule. Der örtliche Habanerhof ist größtenteils noch vorhanden und wurde 1972 zum architektonischen Denkmal erklärt. Seit 1744 hatte der Ort den Status eines Marktstädtchens; dieser wurde aber 1803 wieder aberkannt.
Der Anteil der Habaner war zunächst sehr stark, sank aber im Laufe der Jahrhunderte. So hatte die Gemeinde um 1900 nur mehr eine kleine deutsche Einwohnerschaft gegenüber der slowakischen Bevölkerungsmehrheit.

## Bevölkerung
| Jahr                | 1994 | 2004     | 2014    | 2024    |
| ------------------- | ---- | -------- | ------- | ------- |
| Anzahl der Personen | 3228 | 3554     | 3576    | 3762    |
| Unterschied         |      | +10,09 % | +0,61 % | +5,20 % |

| Jahr                | 2023 | 2024    |
| ------------------- | ---- | ------- |
| Anzahl der Personen | 3751 | 3762    |
| Unterschied         |      | +0,29 % |

## Verkehr
Über die March existierte bis 1945 die Fähre Drösing–Veľké Leváre.

## Persönlichkeiten
- Gustav Brom (1921–1995), Musiker
- Ladislav Slovák (1909–1990), slowakischer Dirigent